# Associação Desportiva Recreativa Cultural Icasa
Maillots
Actualités
Dernière mise à jour : 21 avril 2020.
L'Associação Desportiva Recreativa Cultural Icasa est un club brésilien de football basé à Juazeiro do Norte dans l'État du Ceará.

## Palmarès
- Championnat du Ceará de deuxième division :
  - Champion : 2003, 2010

- Copa Integração (en) :
  - Vainqueur : 2007, 2008, 2009

- Copa Fares Lopes (en) :
  - Vainqueur : 2014

- Taça Padre Cícero (es) :
  - Vainqueur : 2014, 2015